# Vollmerz
Vollmerz ist ein Stadtteil von Schlüchtern im osthessischen Main-Kinzig-Kreis. Zu Vollmerz gehören die beiden Weiler Hinkelhof und Ramholz.

## Geographische Lage
Vollmerz liegt auf einer Höhe von 276 Metern über NN im Nordosten des Main-Kinzig-Kreises etwa 6 Kilometer östlich des Stadtkerns von Schlüchtern. Der Ort grenzt im Norden an den Ort Gundhelm, im Südosten an den Ort Sterbfritz, im  Süden an den Ort Sannerz, im Westen an den Ort Herolz und im Nordwesten an den Ort Elm.

## Geschichte
Historische Namensformen
In erhaltenen Urkunden wurde Vollmerz unter den folgenden Namen erwähnt (in Klammern das Jahr der Erwähnung): Volmundis (1226), Volmutz (1355), Volmuntz (1356), Vollmandts (1366), Folmonds (1375), Volmacz (1384), Fulmuntz (1392), Folmelcz (1494) und Volmerz (1563).

### Mittelalter
Die älteste erhaltene schriftliche Erwähnung von Vollmerz stammt aus dem Jahr 1226. Eine Wasserburg lag am Westrand des Ortes, von der aber keine Reste mehr sichtbar sind. Friedrich von Hutten trug 1303 ein Gut in Vollmerz vom Bischof von Würzburg zu Lehen. Der Ort gehörte zum Gericht Altengronau, das 1333 als Reichslehen aus einer Erbschaft vom Haus Rieneck an die Herrschaft Hanau kam. Aus dem Gericht entstand im 15. Jahrhundert das Amt Schwarzenfels der Grafschaft Hanau, ab 1459: Grafschaft Hanau-Münzenberg. 1375 bekennt Frowin von Hutten, dass seine Besitzungen und sein Haus zu „Volmerts“ von den Herren von Hanau zu Lehen gehen. Die Güter derer von Herolz waren 1392 dagegen ein Lehen des Klosters Fulda. Der Bischof von Würzburg verfügte 1355 über den Zehnten in Vollmerz.

### Neuzeit
Die Grafschaft Hanau-Münzenberg schloss sich in der Reformation zunächst der lutherischen Konfession an, ab 1597 war sie reformiert. Die Kirchengemeinde gehörte zur Pfarrei Sterbfritz.
1643 wurde das Amt Schwarzenfels – und damit auch Vollmerz – als Pfand für die Rückzahlung von Schulden zusammen mit anderen Sicherheiten der Landgrafschaft Hessen-Kassel übergeben und sollte für Hanauer Schulden bürgen, die im Zusammenhang mit der Befreiung der Stadt Hanau von der Belagerung durch kaiserliche Truppen 1636 gegenüber Hessen-Kassel entstanden waren. Es gelang den Grafen von Hanau nicht mehr, dieses Pfand von Hessen-Kassel zu lösen. Der ortsansässige Kleinadel, die Herren von Degenfeld-Schonburg, konnte letztendlich 1698 hier aber seine Reichsunmittelbarkeit durchsetzten.
Während der napoleonischen Zeit stand Vollmerz als Teil des Justizamtes Ramholz ab 1806 unter französischer Militärverwaltung, gehörte von 1807 bis 1810 zum Fürstentum Hanau und dann von 1810 bis 1813 zum Großherzogtum Frankfurt, Departement Hanau. Anschließend fiel es an das Kurfürstentum Hessen. Nach der Verwaltungsreform des Kurfürstentums Hessen von 1821, in der Kurhessen in vier Provinzen und 22 Kreise eingeteilt wurde, gehörte Vollmerz zum Landkreis Schlüchtern. 1866 wurde das Kurfürstentum nach dem Preußisch-Österreichischen Krieg von Preußen annektiert.
Hessische Gebietsreform (1970–1977)
Im Vorfeld der Gebietsreform in Hessen wurde die bis dahin selbständige Gemeinde Breitenbach zum 1. Dezember 1969 auf freiwilliger Basis in die Stadt Schlüchtern eingemeindet. Für Breitenbach wurde, wie für die anderen eingemeindeten, ehemals eigenständigen Gemeinden von Schlüchter, ein Ortsbezirk eingerichtet. Mit der Hessischen Gebietsreform wurde der Landkreis Schlüchtern 1974 aufgelöst und Breitenbach liegt seit dem im Main-Kinzig-Kreis.
Vollmerz besaß eine Dorfmühle an der sogenannten Ramholzer Kinzig, auch Zimpertsmühle genannt, die im Ortsbereich lag.

### Verwaltungsgeschichte im Überblick
Die folgende Liste zeigt die Staaten und Verwaltungseinheiten, denen Elm angehört(e):
- vor 1458: Heiliges Römisches Reich, Grafschaft Hanau
- ab 1458: Heiliges Römisches Reich, Grafschaft Hanau-Münzenberg, Gericht Schwarzenfeld
- ab 1642: Heiliges Römisches Reich, Grafschaft Hanau-Lichtenberg, Gericht Schwarzenfeld
- ab 1698: Heiliges Römisches Reich, Gericht Schwarzenfeld des Graf von Degenfeld-Schonburg[Anm. 2]
- 1806–1810: Kaiserreich Frankreich,[Anm. 3] Fürstentum Hanau, Amt Altengronau (Militärverwaltung)
- 1810–1813: Großherzogtum Frankfurt, Departement Hanau, Distrikt Altengronau
- ab 1816: Kurfürstentum Hessen,[Anm. 4] Fürstentum Hanau, Gericht Ramholz[6]
- ab 1821/22: Kurfürstentum Hessen, Provinz Hanau, Kreis Schlüchtern[7][Anm. 5]
- ab 1848: Kurfürstentum Hessen, Bezirk Hanau
- ab 1851: Kurfürstentum Hessen, Provinz Hanau, Kreis Schlüchtern
- ab 1867: Königreich Preußen,[Anm. 6] Provinz Hessen-Nassau, Regierungsbezirk Kassel, Kreis Schlüchtern
- ab 1871: Deutsches Reich, Königreich Preußen, Provinz Hessen-Nassau, Regierungsbezirk Kassel, Kreis Schlüchtern
- ab 1918: Deutsches Reich (Weimarer Republik), Freistaat Preußen, Provinz Hessen-Nassau, Regierungsbezirk Kassel, Kreis Schlüchtern
- ab 1944: Deutsches Reich, Freistaat Preußen, Provinz Nassau, Landkreis Schlüchtern
- ab 1945: Amerikanische Besatzungszone,[Anm. 7] Groß-Hessen, Regierungsbezirk Wiesbaden, Landkreis Schlüchtern
- ab 1946: Amerikanische Besatzungszone, Hessen, Regierungsbezirk Wiesbaden, Landkreis Schlüchtern
- ab 1949: Bundesrepublik Deutschland, Hessen, Regierungsbezirk Wiesbaden, Landkreis Schlüchtern
- ab 1968: Bundesrepublik Deutschland, Hessen, Regierungsbezirk Darmstadt, Landkreis Schlüchtern
- ab 1969: Bundesrepublik Deutschland, Hessen, Regierungsbezirk Darmstadt, Landkreis Schlüchtern, Stadt Schlüchtern
- ab 1974: Bundesrepublik Deutschland, Hessen, Regierungsbezirk Darmstadt, Main-Kinzig-Kreis, Stadt Schlüchtern

## Bevölkerung

### Einwohnerstruktur 2011
Nach den Erhebungen des Zensus 2011 lebten am Stichtag dem 9. Mai 2011 in Vollmerz 798 Einwohner. Darunter waren 18 (2,3 %) Ausländer. Nach dem Lebensalter waren 141 Einwohner unter 18 Jahren, 315 zwischen 18 und 49, 177 zwischen 50 und 64 und 165 Einwohner waren älter. Die Einwohner lebten in 327 Haushalten. Davon waren 90 Singlehaushalte, 96 Paare ohne Kinder und 108 Paare mit Kindern, sowie 27 Alleinerziehende und 6 Wohngemeinschaften. In 63 Haushalten lebten ausschließlich Senioren und in 207 Haushaltungen lebten keine Senioren.

### Einwohnerentwicklung
| Vollmerz: Einwohnerzahlen von 1834 bis 2020 | Vollmerz: Einwohnerzahlen von 1834 bis 2020 | Vollmerz: Einwohnerzahlen von 1834 bis 2020 | Vollmerz: Einwohnerzahlen von 1834 bis 2020 | Vollmerz: Einwohnerzahlen von 1834 bis 2020 |
| --- | ------------------------------------------- | ------------------------------------------- | ------------------------------------------- | ------------------------------------------- |
| Jahr |                                             |                                             |                                             | Einwohner                                   |
| 1834 | 1834                                        |                                             | 818                                         | 818                                         |
| 1840 | 1840                                        |                                             | 776                                         | 776                                         |
| 1846 | 1846                                        |                                             | 788                                         | 788                                         |
| 1852 | 1852                                        |                                             | 766                                         | 766                                         |
| 1858 | 1858                                        |                                             | 756                                         | 756                                         |
| 1864 | 1864                                        |                                             | 718                                         | 718                                         |
| 1871 | 1871                                        |                                             | 804                                         | 804                                         |
| 1875 | 1875                                        |                                             | 748                                         | 748                                         |
| 1885 | 1885                                        |                                             | 803                                         | 803                                         |
| 1895 | 1895                                        |                                             | 800                                         | 800                                         |
| 1905 | 1905                                        |                                             | 820                                         | 820                                         |
| 1910 | 1910                                        |                                             | 842                                         | 842                                         |
| 1925 | 1925                                        |                                             | 838                                         | 838                                         |
| 1939 | 1939                                        |                                             | 769                                         | 769                                         |
| 1946 | 1946                                        |                                             | 1.317                                       | 1.317                                       |
| 1950 | 1950                                        |                                             | 1.237                                       | 1.237                                       |
| 1956 | 1956                                        |                                             | 1.050                                       | 1.050                                       |
| 1961 | 1961                                        |                                             | 977                                         | 977                                         |
| 1967 | 1967                                        |                                             | 902                                         | 902                                         |
| 1970 | 1970                                        |                                             | 876                                         | 876                                         |
| 2005 | 2005                                        |                                             | 847                                         | 847                                         |
| 2010 | 2010                                        |                                             | 802                                         | 802                                         |
| 2011 | 2011                                        |                                             | 798                                         | 798                                         |
| 2015 | 2015                                        |                                             | 737                                         | 737                                         |
| 2020 | 2020                                        |                                             | 749                                         | 749                                         |
| Datenquelle: Historisches Gemeindeverzeichnis für Hessen: Die Bevölkerung der Gemeinden 1834 bis 1967. Wiesbaden: Hessisches Statistisches Landesamt, 1968. Weitere Quellen: LAGIS; 2005; 2010; 2015; 2020; Zensus 2011 |                                             |                                             |                                             |                                             |

### Historische Religionszugehörigkeit
| • 1885: | 718 evangelische (= 89,41 %), 33 katholische (= 4,11 %), 52 jüdische (= 6,48 %) Einwohner< |
| • 1961: | 864 evangelische (= 88,43 %), 100 katholische (= 10,24 %) Einwohner<                       |

## Politik
Im Ortsbeirat sind die CDU und die SPD vertreten. Bei den Kommunalwahlen 2006 erlangte die CDU die Mehrheit der Stimmen und verfügt so über die Mehrheit im Ortsbeirat. Bei der Wahl 2016 trat eine gemeinsame Liste unter dem Namen „Gemeinsam für Vollmerz“ an. Ortsvorsteher ist Bruno Friedrich.

## Sehenswürdigkeiten
- Schloss Ramholz, eine Historistische Schloss- und Parkanlage
- Burg Steckelberg, eine mittelalterliche Burgruine

## Wirtschaft und Infrastruktur

### Öffentliche Einrichtungen
In Vollmerz gibt es eine Zwergschule, die auch für Gundhelm, Ramholz und Hinkelhof zuständig ist. Es werden 45 Kinder in zwei Klassen (1./2. und 3./4. Klasse) unterrichtet.

### Verkehr
Durch Vollmerz führt die Landesstraße 3207.
Der Bahnhof Vollmerz an der Strecke Flieden–Gemünden ist stillgelegt. Stattdessen verbinden Buslinien der Verkehrsgesellschaft Region Fulda mbH Vollmerz mit Schlüchtern, Sterbfritz, Altengronau und Jossa.

## Persönlichkeiten
- Ulrich von Hutten (1488–1523), deutscher Dichter und Humanist, geboren auf Burg Steckelberg
- Frowin von Hutten (1308–1377), deutscher Ritter, gestorben in Vollmerz
- Theodore Levitt (1925–2006), Wirtschaftswissenschaftler, geboren in Vollmerz